# Parque Natural Regional Livradois-Forez
O Parque Natural Regional Livradois-Forez (em francês:  Parc naturel régional Livradois-Forez) é um parque natural regional localizado em três departamentos franceses: Puy-de-Dôme, Haute-Loire e Loire. As duas maiores áreas urbanas são Thiers (19.000 habitantes) e Ambert (11.000 habitantes). Courpière, Billom e Vic-le-Comte ocupam lugar secundário no território.

## Apresentação

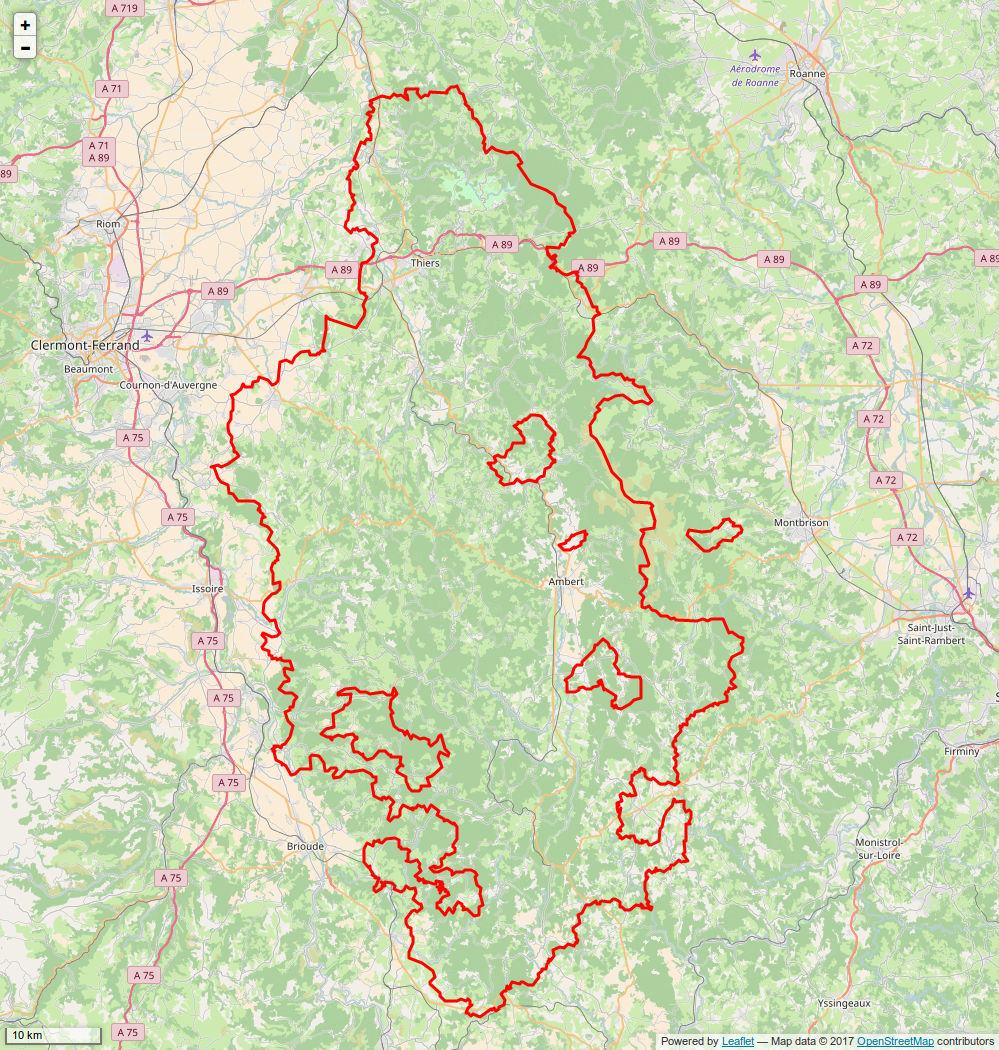
Perímetro do PNR em 2016

O parque é administrado por várias estruturas em regime de cooperação. Há a região Auvergne-Rhône-Alpes, os departamentos de Puy-de-Dôme, Haute-Loire e Loire, por 24 EPCI (em francês:  Établissements publics de coopération intercommunale, que são instituições públicas de cooperação intercomunal) e também por 164 comunas que compõem a área denominada parc naturel régional (parque natural regional). Desde março de 2008, Tony Bernard, prefeito de Châteldon, preside o parque. A zona certificada do parque abrange uma área de 311.035 hectares e sua população é de 103.948 habitantes.

## História e criação do parque

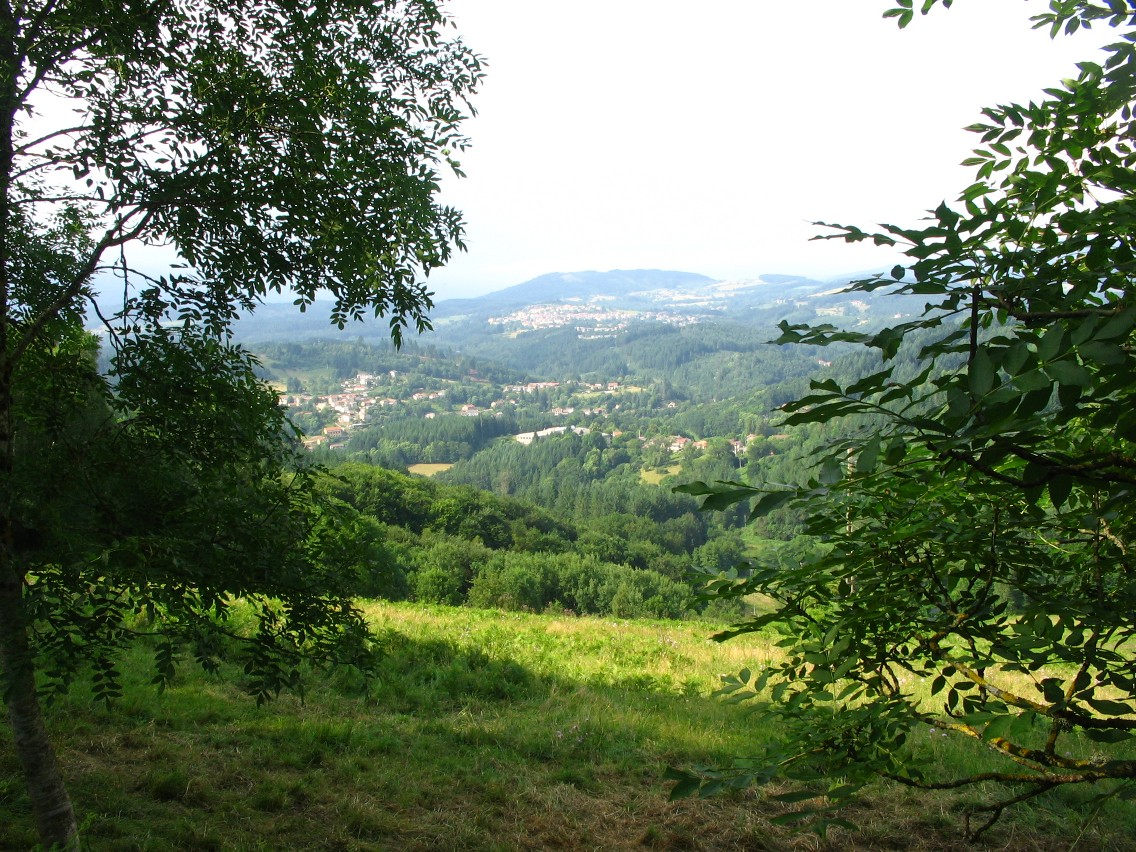
Vilas do vale do Durolle

- Sob a presidência de Maurice Adevah-Pœuf, prefeito de Thiers e deputado de Puy-de-Dôme, uma associação para a criação do Parque Natural Regional Livradois-Forez é criada em abril de 1982 por sugestão de dezessete eleitos reunidos em 29 de novembro de 1981 em Brugeron.
- Em 1984, é criada a união mista de gestão do Parque Livradois-Forez.
- O Ministério do Meio Ambiente atribuiu seu rótulo em dezembro de 1985.
- O Parque Natural Regional Livradois-Forez foi criado em 4 de fevereiro de 1986 por deliberação do conselho regional de Auvergne.
- Sua carta constitutiva foi reexaminada duas vezes, de modo que o rótulo foi atribuído novamente em 1998; um decreto de extensão do Parque Natural Regional para os próximos doze anos foi publicado no Journal Officiel (site do governo francês) em 27 de julho de 2011.[2] Por ocasião dessa última revisão, cinco municípios do departamento de Loire se juntaram pela primeira vez ao parque: Noirétable, La Chamba, La Chambonie, Jeansagnière e Lérigneux.

Sua sede, originalmente em Thiers, agora está localizada no município de Saint-Gervais-sous-Meymont.

## Geografia

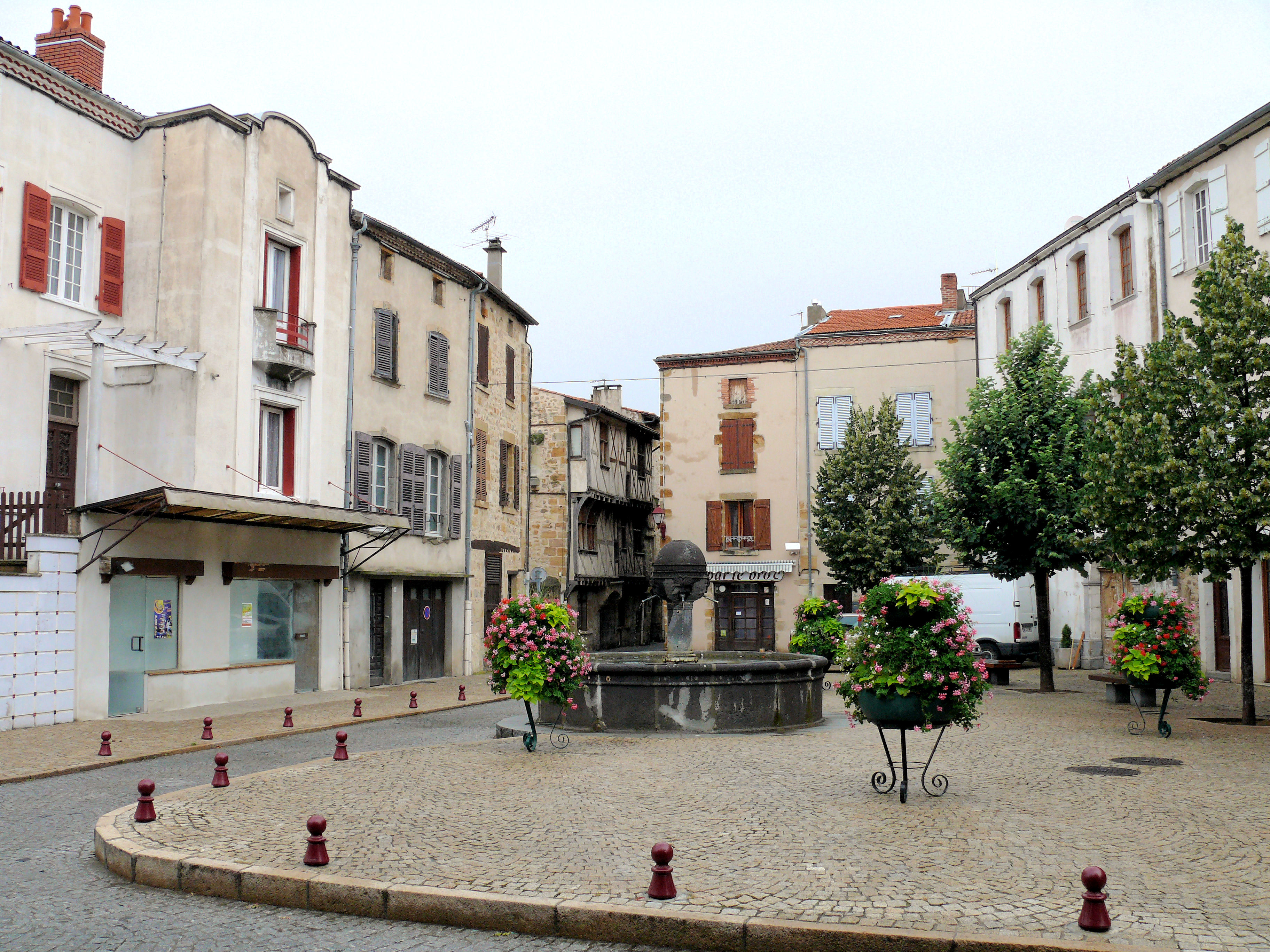
Vic-le-Comte - Local do antigo mercado

Localizado entre as antigas regiões de Auvergne e Rhône-Alpes, o parque se estende por 110km de norte a sul, em três departamentos (Puy-de-Dôme, Allier e Haute-Loire). É composto por 176 municípios que reuniam 103.172 habitantes em 2014.
O ponto alto do parque (1634 metros) corresponde ao ponto alto das Montanhas de Forez e está localizado em Pierre-sur-Haute, no território do município de Job, no departamento de Puy-de-Dôme.
Algumas grandes zonas geográficas:
- O vale das fábricas no município de Thiers (no norte do parque);
- O vale do Dore, que constitui uma espécie de espinha dorsal do parque;
- As montanhas do Forez, com planaltos cobertos por pântanos de altitude chamados Hautes Chaumes;
- O platô de Craponne;
- Os países separados de Livradois;
- As montanhas de Livradois, incluindo os altos platôs florestais;
- Colinas e encostas do condado em torno de Vic-le-Comte e da região de Billom.

## Demografia
| Comuna                          | Número de habitantes |
| ------------------------------- | -------------------- |
| Thiers                          | 11 805               |
| Ambert                          | 6 743                |
| Vic-le-Comte (commune associée) | 5 027                |
| Billom                          | 4 745                |
| Courpière                       | 4 234                |
| Puy-Guillaume                   | 2 704                |
| Peschadoires                    | 2 120                |
| La Monnerie-le-Montel           | 1 772                |
| Saint-Rémy-sur-Durolle          | 1 757                |
| Celles-sur-Durolle              | 1 749                |
| Noirétable                      | 1 611                |

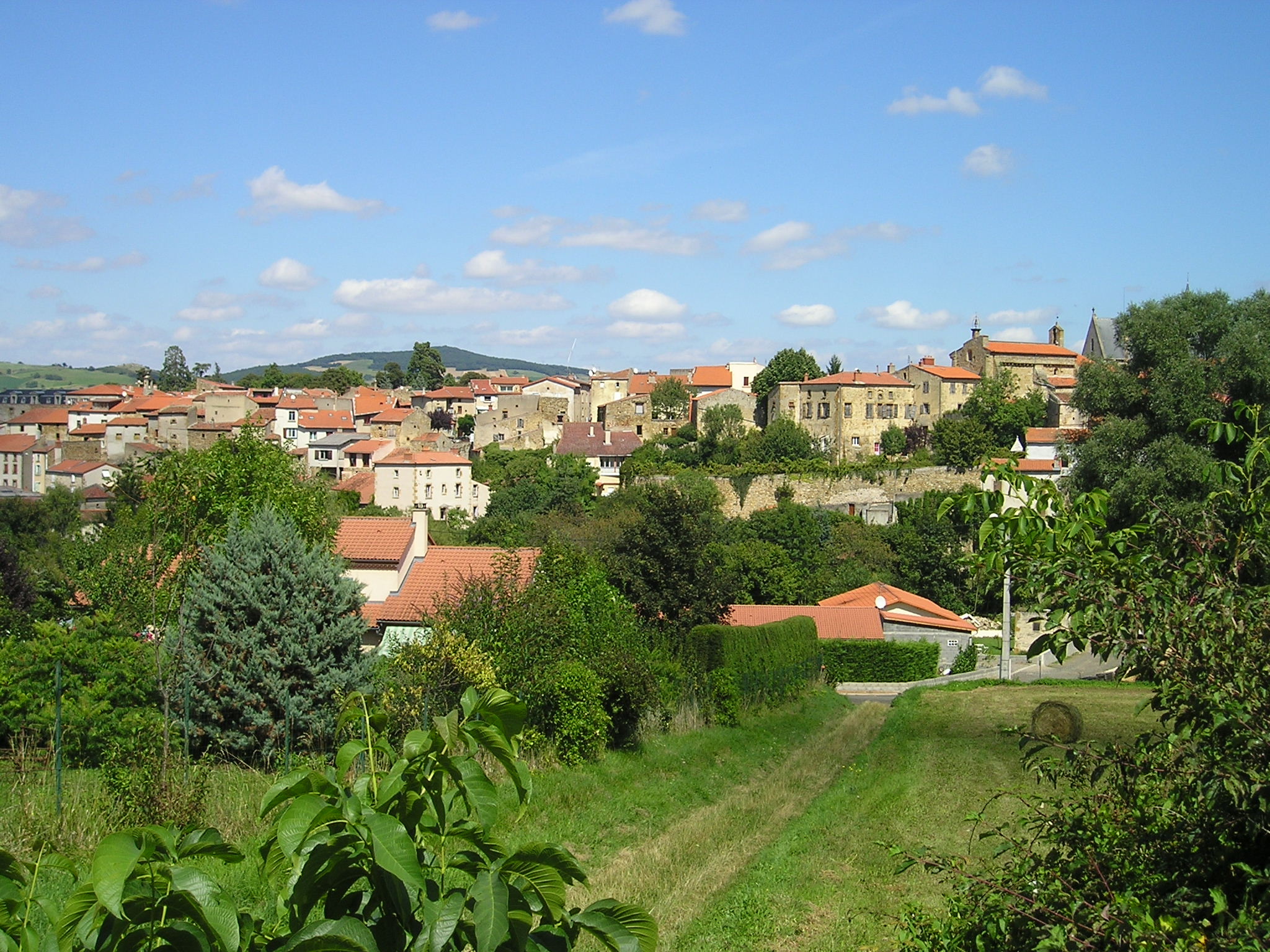
Vic-le-Comte (Puy-de-Dôme)

O parque é formado por duas grandes cidades, Thiers e Ambert. Há outras áreas urbanas, mas menos importantes. A maioria das maiores cidades do parque tem a tendência de ver sua população diminuir. Enquanto isso, Thiers, a maior cidade do parque, aumenta.

## Fauna
Podemos encontrar várias aves de rapina no parque natural regional Livradois-Forez: pombos, gaviões, águias-cobreiras, milhafres-reais, urubus, tartaranhões-azulados, tartaranhões-caçadores, monchos-funéreos, mochos-galegos, etc. O pica-pau-preto e o melro-de-peito-branco também podem ser vistos no parque.

## Publicações
Além de sua participação pontual como apoiador e editor de diversos livros (históricos, etc.) publicados por vários editores da região, o Parque lançou uma revista semestral de 8 páginas, o Journal du Parc naturel régional Livradois-Forez, cujo conteúdo está ligado à proteção ambiental, vida social, tradições e cultura.

## Produções filmadas no Parque Natural Regional Livradois-Forez

### Antes da criação do parque
- 1965: Les Copains, filme francês dirigido por Yves Robert
- 1976: L'argent de poche, filme francês dirigido por François Truffaut em Thiers

### Desde a criação do parque
- 1990: Uranus, filme francês dirigido por Claude Berri
- 1993: Le Chasseur de la Nuit, filme francês dirigido por Jacques Renard
- 1995: Le Garçu, filme francês dirigido por Maurice Pialat
- 2002: Être et avoir, documentário francês dirigido por Nicolas Philibert
- 2004: Les Choristes, filme francês dirigido por Christophe Barratier
- 2007: Le Piano oublié, filme francês dirigido por Henri Helman